# البونولاس
البونولاس (به اسپانیایی: Albuñuelas) یک شهرستان در اسپانیا است.